# Filtr środkowoprzepustowy

Przykład charakterystyki przenoszenia filtru środkowoprzepustowego z zaznaczonymi częstotliwościami granicznymi: dolną (f_{L}), górną (f_{H}) i środkową (f_{0}). Na osi rzędnych zaznaczono amplitudę sygnału na wyjściu filtru odniesioną do tej na jego wejściu (w decybelach). Umowne granice pasma przyjęto dla spadku przenoszenia o 3 dB. Oś częstotliwości f może być wyskalowana liniowo lub logarytmicznie.

Filtr środkowoprzepustowy zrealizowany w szeregowym układzie pasywnym RLC

Filtr środkowoprzepustowy, filtr pasmowoprzepustowy, filtr pasmowy – układ elektroniczny, bądź algorytm przepuszczający składowe widmowe sygnału w określonym przedziale częstotliwości, nazywanym pasmem przepustowym. Pasmo przepustowe filtru środkowoprzepustowego definiuje się jako przedział pomiędzy dolną ({\displaystyle f_{L}}) i górną ({\displaystyle f_{H}}) częstotliwością graniczną lub jako przedział leżący wokół określonej częstotliwości środkowej {\displaystyle f_{0}} tego filtru. Zależność między częstotliwościami granicznymi oraz częstotliwością środkową i szerokością pasma B wyrażają wzory:
{\displaystyle f_{0}={\sqrt {f_{L}\,f_{H}}},}
{\displaystyle B=f_{H}-f_{L}.}
Filtry środkowoprzepustowe o szczególnie szerokim paśmie mogą być zbudowane także z szeregowego połączenia dwóch filtrów: filtru górnoprzepustowego obcinającego sygnały poniżej dolnej częstotliwości granicznej pasma i filtru dolnoprzepustowego tłumiącego sygnały powyżej górnej częstotliwości granicznej.
W analizie pasmowej, charakterystycznej dla akustyki, stosowane są filtry środkowoprzepustowe o stałej względnej szerokości pasma. Dla takich filtrów spełniona jest zależność:
{\displaystyle {\frac {B}{f_{0}}}=const.}
Podstawowym filtrem tego typu jest filtr oktawowy, dla którego:
{\displaystyle {\frac {B}{f_{0}}}={\frac {1}{\sqrt {2}}}\approx 0{,}7,}
a stosunek częstotliwości granicznych filtru wynosi 2.
Do dokładniejszej analizy stosuje się filtry tercjowe, w których:
{\displaystyle {\frac {B}{f_{0}}}\approx 0{,}23.}